# Даніель Саламанка Урей
Даніель Домінго Саламанка Урей (ісп. Daniel Domingo Salamanca Urey, 8 липня 1869 — 17 липня 1935) — президент Болівії з 5 березня 1931 до перевороту 27 листопада 1934, протягом виснажливої Чакської війни з Парагваєм.

## Біографія
Даніель Домінго Саламанка Урей здобув юридичну освіту.
1899 року був обраний до лав Законодавчих зборів Болівії від Ліберальної партії. 1901 року президент Болівії Хосе Мануель Пандо призначив його міністром фінансів. Згодом він вийшов з Ліберальної партії та взяв участь у створенні нової, Республіканської партії. 1917 року здійснив невдалу спробу обиратись на пост віце-президента Болівії. Членом Республіканської партії Саламанка Урей також був недовго, після чого став одним із засновників «Справжньої демократичної партії» (Partido Republicano Genuino). 1925 року висунув свою кандидатуру на президентських виборах, проте програв Ернандо Сілесу. Важко переживаючи свою поразку, Саламанка Урей пішов з політики та зайнявся викладацькою діяльністю (викладав юриспруденцію). Після військового путчу, що став наслідком важкої економічної кризи, що охопила Болівію, та повалив президента Едуардо Сілеса, Саламанка Урей повторно балотувався на пост президента від Ліберально-республіканської коаліції й 5 березня 1931 року очолив державу.
27 листопада 1934 року під час Чакської війни між Болівією та Парагваєм, коли президент Саламанка Урей відвідував штаб Збройних сил Болівії в прикордонному містечку Вілья-Монтес, його було заарештовано генералами, які змовились, щоб повалити президента. Генерали замінили його на більш поступливого віце-президента Хосе Луїса Техаду. Після цього Саламанка Урей як приватна особа виїхав до рідної Кочабамби, де незабаром помер.